# De hoedenmaaksters
De hoedenmaaksters (Frans: les Modistes, ook wel Appreteuse et garnisseuse Modes, Rue du Caire of Deux stylistes, Rue du Caire), is een schilderij van de Franse kunstschilder Paul Signac, geschilderd in 1885-1886, olieverf op linnen, 116 x 89 centimeter. Het toont twee hoedenmaaksters aan het werk in de Parijse Rue du Caire, geschilderd in een divisionistische stijl. Het werk bevindt zich thans in de collectie van de Sammlung E. G. Bührle te Zürich.

## Context
Signac kwam uit een welvarende familie en studeerde aanvankelijk archeologie. In 1881, na zijn kennismaking met het werk van Claude Monet, begon hij ook te schilderen, als autodidact, in een impressionistische stijl. Zijn kennismaking in 1884 met het pointillistische werk van Georges Seurat (Baders bij Asnières, Dimanche d'été à la Grande Jatte), was van een doorslaggevende invloed en deed hem definitief kiezen voor het kunstenaarschap. Hij was erg onder de indruk van Seurats systematische werkwijze en zou deze in de periode daarna uitwerken tot het divisionisme, een variant van het pointillisme op een objectief kleurtheoretische basis, met volledig los van elkaar geplaatste punten en streepjes. Optische samenvoeging moest plaatsvinden in het hoofd van de kijker. Belangrijk streven van de divisionisten was het bewerkstelligen van een maximale helderheid, waarbij nauwkeurig beschreven werd welke kleuren op welke wijze naast elkaar gebruikt moesten worden. Signac legde zijn ideeën in 1889 vast in zijn boek D’Eugène Delacroix au Néo-Impressionnisme, dat als het manifest van de beweging werd beschouwd.
Les modistes is het eerste schilderij van Signac waarin hij zijn divisionistische ideeën toepast, al gaat hij aanzienlijk fijnmaziger te werk dan in zijn latere werk. Hij exposeerde het schilderij tijdens de achtste en laatste grote impressionistententoonstelling in de lente van 1886, waar het werd opgehangen in een zaal die door de organisatoren de 'zaal van de neo-impressionisten' werd genoemd. De jonge groep neo-impressionisten (Seurat was pas 26, Signac 22) veroorzaakten een ware sensatie tijdens de expositie. Hun zorgvuldige, systematische, bijna wetenschappelijke uitgewerkte composities stonden lijnrecht tegenover de losse werkwijze van de impressionisten, die de toevalligheid en het ongedwongene benadrukten. Veel impressionisten van het eerste uur ageerden fel tegen de aanwezigheid van de neo-impressionisten op de tentoonstelling. Snel zou echter duidelijk worden dat het 'oude' impressionisme haar koplopersrol in de vernieuwing van de schilderkunst had overgedragen aan een nieuwe generatie.

## Afbeelding
Les modistes toont twee hoedenmaaksters aan het werk. Aanvankelijk had het de titel Appreteuse et garnisseuse Modes, Rue du Caire, oftewel de afmaakster en de knipster. Signac kende de wereld van de hoedenmaaksters in het Sentier Quartier via zijn model Berthe Robles, die zelf hoedenmaakster was. Berthe staat ook model voor de vrouw links, die zich bukt om een schaar op te rapen.
Signac, die zijn werken altijd grondig voorbereidde, deed ook voor Les modistes uitgebreid vooronderzoek. In de stijl van de naturalistische schrijvers, bestudeerde de werkplaatsen ter plekke en liet zich uitgebreid informeren over het vak. Hij zag dit type werk als een soort ideaalbeeld van vakmanschap tegenover de in die tijd opkomende massaproductie in fabrieken, een standpunt dat aansloot bij zijn anarchistische sympathieën. 

Delacroix' De vrouwen van Algiers in hun vertrek: inspiratiebron voor Les modistes

Tegen zijn vriend Antoine de La Rochefoucauld zei Signac dat hij zich qua thema, compositie en tonaliteit voor Les modistes had laten inspireren door Eugène Delacroix' De vrouwen van Algiers in hun vertrek. Los van het grote stijlverschil wordt het schilderij door kunsthistorici dan ook wel gezien als een moderne, naturalistische versie van een harem, in de werkplaatsen van de grote stad. Kunsthistorica Marina Bocquillon-Ferretti noemt het werk zelfs een erotisering van de Parijse arbeidersvrouw.

## Stijlkenmerken
De hoedenmaaksters heeft een aantal kenmerken die kenmerkend blijken voor veel van Signacs latere werk, zoals een voorkeur voor het frontale aanzicht, een gesimplificeerd geometrisch perspectief, zonder veel diepte, en een zekere moeite met het plaatsen van de figuren in de ruimte. De lichaamshoudingen van de hoedenmaaksters zijn hoekig. De verkorte, voorovergebogen vrouw moet diepte suggereren, net als de hondenmand en de attributen op de voorgrond, maar dat lukt slechts ten dele. De aanblik blijft sterk tweedimensionaal. Het interieur heeft bijna iets claustrofobisch. Signacs technische tekortkomingen werden ongetwijfeld veroorzaakt door zijn autodidactische achtergrond. Door zijn formeel-systematische werkwijze wist hij deze tekortkomingen echter op subtiele wijze om te zetten in een vernieuwende kracht, waarbij de vraag naar een correcte weergave niet meer belangrijk was.
Als in al zijn latere werk heeft Signac ook in Les Modistes veel aandacht voor helderheid en contrasten. De donkere kleuren van de kleren van de hoedemaaksters moeten het lichte gepatroneerde behang optisch doen oplichten. De verticale belijningen in het tafelkleed, het behang en de vloerbedekking worden bewust onderbroken door de ronde vormen van de buigende hoedenmaakster en de hoedendoos. Steeds benadrukt hij de geometrische vormen, in de attributen (de ovale hoedendoos, de kegelvormige hoeden, de cilindrische klossen, de kokervorm van de papierrol), maar bijvoorbeeld ook in de ronding in de heupen van de bukkende vrouw. 
Les modistes is het eerste werk van Signac in zijn divisionistische stijl. Hij was het werk in 1885 begonnen in een impressionistische opzet, maar bewerkte het in 1886 met pointillistische technieken, onder invloed van Seurat. In deze begintijd van het pointillisme werkte Signac nog erg minutieus, waardoor hij, net als Seurat, slechts weinig werken maakte. Deze weinige werken worden tegenwoordig echter wel beschouwd als de voorlopers van het latere modernisme